# Onciale 0209
- Papyrus
- Onciale
- Minuscules
- Lectionnaire

Le Codex 0209, portant le numéro de référence 0209 (Gregory-Aland), est un manuscrit du Nouveau Testament sur parchemin écrit en écriture grecque onciale.

## Description
Le codex se compose de 8 folios. Il est écrit en deux colonnes, de 29-32 lignes par colonne. Les dimensions du manuscrit sont 27 x 19 cm,. Les paléographes datent ce manuscrit du VIIe siècle.
C'est un manuscrit contenant le texte incomplet de la Épître aux Romains (14,9-23; 16,25-27; 15,1-2), Deuxième épître aux Corinthiens (1,1-15; 4,4-13; 6,11-7,2; 9,2-10,17), et Deuxième épître de Pierre (1,1-2,3) et Première épître aux Thessaloniciens (2,4-7.12-17). C'est un palimpseste, le texte supérieur contient liturgique (Lectionnaire 1611).
Le texte du codex représenté type mixte. Kurt Aland le classe en Catégorie III. 
Le manuscrit a été examiné par K. W. Clark et J. H. Greenlee.
Lieu de conservation
Il est conservé à l'Université du Michigan (Ms. 8, ff. 96, 106-112) à Ann Arbor,.